# Torneo Apertura 2015 (Paraguay)
El Torneo Apertura 2015 (también llamado Copa de Primera Tigo-Visión Banco, por motivos de patrocinio), denominado «Lic. Juan Ángel Napout», fue el centésimo duodécimo campeonato oficial de Primera División organizado por la Asociación Paraguaya de Fútbol (APF). Inició el 30 de enero y llegó a su fin el 31 de mayo.
A falta de una jornada para la conclusión del certamen, el campeón fue el Club Cerro Porteño, logrando su título número 31 de Primera División.

## Sistema de competición
El modo de disputa implementado se mantuvo, al igual que en las temporadas antecesoras, con el sistema de todos contra todos a partidos de ida y vuelta, es decir a dos rondas compuestas por once jornadas cada una con localía recíproca. Fue campeón el equipo que acumuló la mayor cantidad de puntos al término de las 22 fechas.
En caso de paridad de puntos entre dos contendientes, se define el título en un partido extra. De existir más de dos en disputa, se resuelve según los siguientes parámetros:
1) saldo de goles;
2) mayor cantidad de goles marcados;
3) mayor cantidad de goles marcados en condición de visitante;
4) sorteo.

## Producto de la clasificación
- El torneo consagró al campeón número 112 en la historia de la Primera División de Paraguay.

- Este obtuvo el acceso a la fase de grupos de la próxima edición de la Copa Libertadores de América.

## Relevo anual de clubes
| Ascendidos a la Primera División                      |
| ----------------------------------------------------- |
| Sportivo San Lorenzo (Campeón de División Intermedia) |
| Deportivo Santaní (Subcampeón de Intermedia)          |

| Descendidos a División Intermedia   |
| ----------------------------------- |
| 3 de Febrero CDE (2º peor promedio) |
| 12 de Octubre (I) (Peor promedio)   |

## Equipos participantes
| Equipo               | Entrenador       | Fundación                | Ciudad                 | Estadio             | Indumentaria | Capacidad |
| -------------------- | ---------------- | ------------------------ | ---------------------- | ------------------- | ------------ | --------- |
| Cerro Porteño        | Roberto Torres   | 1 de octubre de 1912     | Asunción               | General Pablo Rojas | Nike         | 32 910    |
| Deportivo Capiatá    | Humberto García  | 4 de septiembre de 2008  | Capiatá                | Lic. Erico Galeano  | Lotto        | 10 000    |
| Deportivo Santaní    | Alicio Solalinde | 27 de febrero de 2009    | San Estanislao         | Juan José Vázquez   | Kappa        | 8000      |
| General Díaz         | Mario Jara       | 22 de septiembre de 1917 | Luque                  | General Adrián Jara | Lotto        | 3300      |
| Guaraní              | Fernando Jubero  | 12 de octubre de 1903    | Asunción               | Rogelio Livieres    | Diadora      | 6000      |
| Libertad             | Pedro Sarabia    | 30 de julio de 1905      | Asunción               | Dr. Nicolás Leoz    | Nike         | 10 000    |
| Nacional             | Daniel Raschle   | 5 de junio de 1904       | Asunción               | Arsenio Erico       | Joma         | 10 000    |
| Olimpia              | Francisco Arce   | 25 de julio de 1902      | Asunción               | Manuel Ferreira     | Puma         | 20 000    |
| Rubio Ñu             | Miguel Pavani    | 24 de agosto de 1913     | Asunción               | La Arboleda         | Lotto        | 8000      |
| Sol de América       | Mario Jacquet    | 22 de marzo de 1909      | Asunción y Villa Elisa | Luis Alfonso Giagni | Lotto        | 10 000    |
| Sportivo Luqueño     | Eduardo Rivera   | 1 de mayo de 1921        | Luque                  | Feliciano Cáceres   | Puma         | 27 000    |
| Sportivo San Lorenzo | Héctor Marecos   | 17 de abril de 1930      | San Lorenzo            | Gunther Vogel       | Kappa        | 5000      |

El campeonato contó con la participación de doce equipos, en su mayoría pertenecientes a la capital del país.
Siete pertenecientes a Asunción, cuatro de ciudades cercanas a esta, Luque, San Lorenzo y Capiatá, y uno al departamento de San Pedro. Vale aclarar que el club Sol de América mantiene su sede social en Asunción, pero disputa sus partidos como local en su campo de fútbol situado en la ciudad vecina de Villa Elisa.
Los únicos clubes que siempre han militado en esta categoría (también conocida como División de Honor) son dos: Olimpia y Guaraní, completando con esta temporada 111 y 110 participaciones, respectivamente. Igualmente, los clubes Cerro Porteño (105 participaciones), General Díaz y Deportivo Capiatá (5 participaciones) nunca han descendido desde sus ingresos, en 1913 y 2013, respectivamente.

### Distribución geográfica de los equipos
| Región                    | Cant. | Equipos                                                                       |
| ------------------------- | ----- | ----------------------------------------------------------------------------- |
| Asunción                  | 7     | Cerro Porteño, Guaraní, Libertad, Nacional, Olimpia, Sol de América, Rubio Ñu |
| Departamento Central      | 4     | Dep. Capiatá, General Díaz, Sp. Luqueño, Sp. San Lorenzo                      |
| Departamento de San Pedro | 1     | Dep. Santaní                                                                  |

## Cobertura televisiva
El canal Tigo Sports fue el encargado de transmitir los partidos del campeonato, emitiendo en vivo hasta cuatro juegos por jornada, cuyo resumen es presentado semanalmente a través de los programas Telefútbol (por canal de aire) y Futboleros (por cable).

## Patrocinio
La compañía de telefonía celular, Tigo, y la institución bancaria de tipo microfinanciero, Visión Banco, son las encargadas de patrocinar todos los torneos realizados por la APF. El vínculo contractual con la primera se concretó a partir de 2008 con la celebración del torneo Apertura del mismo año. En tanto que la relación con el otro espónsor para respaldar cada campeonato se inició a principios de 2010.
Los premios en efectivo fueron fijados en US$ 50 000 dólares para el campeón (40 000 por parte de Tigo y 10 000 de Visión Banco). Por su parte, el subcampeón se acreditará 10 000 de la misma moneda.

## Cambio de entrenadores
| Equipos              | DT. ste.         | Cese          | DT. ete.           | Designación |
| -------------------- | ---------------- | ------------- | ------------------ | ----------- |
| Sportivo San Lorenzo | Humberto Ovelar  | 28 de febrero | César Castro       | 3 de marzo  |
| Cerro Porteño        | Leonardo Astrada | 5 de marzo    | Roberto Torres     | 6 de marzo  |
| Olimpia              | Nery Pumpido     | 7 de marzo    | Francisco Arce     | 15 de marzo |
| Deportivo Capiatá    | Héctor Marecos   | 14 de marzo   | Humberto García    | 7 de abril  |
| Sportivo Luqueño     | Pablo Caballero  | 22 de marzo   | Eduardo Rivera     | 24 de marzo |
| Sportivo San Lorenzo | César Castro     | 29 de marzo   | Pablo Caballero    | 29 de marzo |
| Nacional             | Gustavo Morínigo | 29 de marzo   | Daniel Raschle     | 29 de marzo |
| General Díaz         | Humberto García  | 29 de marzo   | Mario Vicente Jara | 7 de abril  |
| Rubio Ñu             | Alicio Solalinde | 13 de abril   | Miguel Pavani      | 14 de abril |
| Sportivo San Lorenzo | Pablo Caballero  | 18 de mayo    | Héctor Marecos     | 19 de mayo  |
| Deportivo Santaní    | Félix Darío León | 24 de mayo    | Alicio Solalinde   | 24 de mayo  |

## Clasificación
- Actualizado el 31 de mayo de 2015.

| Pos. | Equipos           | PJ | PG | PE | PP | GF | GC | Dif. | Pts. |
| ---- | ----------------- | -- | -- | -- | -- | -- | -- | ---- | ---- |
| 1.   | Cerro Porteño     | 22 | 16 | 4  | 2  | 41 | 19 | 22   | 52   |
| 2.   | Guaraní           | 22 | 15 | 2  | 5  | 40 | 26 | 14   | 47   |
| 3.   | Libertad          | 22 | 10 | 8  | 4  | 30 | 23 | 7    | 38   |
| 4.   | Olimpia           | 22 | 9  | 8  | 5  | 32 | 22 | 10   | 35   |
| 5.   | Sportivo Luqueño  | 22 | 10 | 4  | 8  | 35 | 29 | 6    | 34   |
| 6.   | Sol de América    | 22 | 8  | 7  | 7  | 26 | 26 | 0    | 31   |
| 7.   | Rubio Ñu          | 22 | 6  | 8  | 8  | 34 | 36 | -2   | 26   |
| 8.   | Nacional          | 22 | 5  | 7  | 10 | 28 | 37 | -9   | 22   |
| 9.   | Deportivo Santaní | 22 | 4  | 9  | 9  | 27 | 33 | -6   | 21   |
| 10.  | General Díaz      | 22 | 5  | 6  | 11 | 26 | 32 | -6   | 21   |
| 11.  | Deportivo Capiatá | 22 | 5  | 6  | 11 | 29 | 41 | -12  | 21   |
| 12.  | San Lorenzo       | 22 | 2  | 5  | 15 | 24 | 48 | -24  | 11   |

### Evolución de la clasificación
| E\J | 01 | 02 | 03 | 04 | 05 | 06 | 07 | 08 | 09 | 10 | 11 | 12 | 13 | 14 | 15 | 16 | 17 | 18 | 19 | 20 | 21 | 22 |  |
| --- | -- | -- | -- | -- | -- | -- | -- | -- | -- | -- | -- | -- | -- | -- | -- | -- | -- | -- | -- | -- | -- | -- |  |
| CAP | 11 | 8  | 5  | 6  | 9  | 8  | 6  | 7  | 8  | 8  | 9  | 8  | 9  | 10 | 8  | 8  | 9  | 9  | 9  | 10 | 9  | 11 |  |
| DSA | 3  | 1  | 6  | 3  | 5  | 6  | 8  | 6  | 5  | 5  | 5  | 5  | 7  | 6  | 7  | 7  | 7  | 7  | 7  | 8  | 8  | 9  |  |
| CCP | 4  | 2  | 1  | 4  | 6  | 3  | 2  | 2  | 2  | 2  | 1  | 2  | 2  | 1  | 1  | 1  | 1  | 1  | 1  | 1  | 1  | 1  |  |
| GEN | 8  | 4  | 9  | 11 | 11 | 11 | 11 | 10 | 10 | 11 | 11 | 11 | 8  | 8  | 9  | 9  | 8  | 10 | 10 | 11 | 11 | 10 |  |
| GUA | 1  | 5  | 2  | 1  | 2  | 1  | 1  | 1  | 1  | 1  | 1  | 1  | 1  | 2  | 2  | 2  | 2  | 2  | 2  | 2  | 2  | 2  |  |
| LIB | 10 | 6  | 7  | 5  | 1  | 2  | 3  | 3  | 3  | 4  | 4  | 4  | 3  | 4  | 5  | 3  | 5  | 5  | 4  | 4  | 4  | 3  |  |
| NAC | 11 | 12 | 12 | 9  | 10 | 10 | 10 | 11 | 11 | 9  | 10 | 10 | 11 | 11 | 11 | 11 | 10 | 11 | 11 | 9  | 10 | 8  |  |
| OLI | 8  | 10 | 10 | 8  | 7  | 9  | 9  | 9  | 6  | 6  | 6  | 6  | 5  | 5  | 4  | 4  | 4  | 4  | 3  | 3  | 3  | 4  |  |
| RUB | 5  | 7  | 3  | 7  | 3  | 7  | 5  | 5  | 7  | 7  | 8  | 9  | 10 | 9  | 10 | 10 | 11 | 8  | 8  | 7  | 7  | 7  |  |
| SOL | 1  | 8  | 4  | 1  | 4  | 4  | 4  | 4  | 4  | 3  | 3  | 3  | 4  | 3  | 3  | 5  | 3  | 3  | 5  | 5  | 6  | 6  |  |
| SLU | 5  | 2  | 8  | 10 | 8  | 5  | 7  | 8  | 9  | 10 | 7  | 7  | 6  | 7  | 6  | 6  | 6  | 6  | 6  | 6  | 5  | 5  |  |
| SSL | 7  | 11 | 11 | 12 | 12 | 12 | 12 | 12 | 12 | 12 | 12 | 12 | 12 | 12 | 12 | 12 | 12 | 12 | 12 | 12 | 12 | 12 |  |

|  |                          |
|  | Líder                    |
|  | Con un partido pendiente |

## Resultados
| L\V | CAP | DSA | CCP | GEN | GUA | LIB | NAC | OLI | RUB | SOL | SLU | SSL |
| --- | --- | --- | --- | --- | --- | --- | --- | --- | --- | --- | --- | --- |
| CAP |     | 2:0 | 0:2 | 1:2 | 2:1 | 1:1 | 0:1 | 0:1 | 2:2 | 2:2 | 0:1 | 1:1 |
| DSA | 3:3 |     | 0:2 | 2:3 | 1:2 | 1:1 | 0:3 | 1:1 | 3:0 | 1:1 | 2:2 | 2:0 |
| CCP | 3:2 | 2:2 |     | 3:1 | 2:0 | 0:0 | 3:2 | 1:0 | 2:2 | 0:1 | 2:1 | 1:0 |
| GEN | 0:2 | 0:1 | 1:2 |     | 1:2 | 1:1 | 2:2 | 1:2 | 1:2 | 3:0 | 0:1 | 1:2 |
| GUA | 3:1 | 1:0 | 4:0 | 3:2 |     | 1:0 | 3:1 | 1:0 | 3:2 | 0:1 | 0:3 | 0:0 |
| LIB | 3:1 | 3:3 | 1:2 | 1:1 | 1:3 |     | 0:0 | 2:2 | 1:0 | 1:0 | 2:0 | 3:0 |
| NAC | 1:3 | 1:1 | 0:3 | 0:0 | 3:4 | 0:1 |     | 0:0 | 1:1 | 0:1 | 2:5 | 2:0 |
| OLI | 1:2 | 2:1 | 1:1 | 1:1 | 0:0 | 1:2 | 1:0 |     | 3:0 | 1:1 | 3:2 | 4:1 |
| RUB | 5:1 | 0:0 | 0:2 | 1:1 | 2:1 | 2:3 | 3:1 | 1:0 |     | 1:1 | 1:1 | 1:3 |
| SOL | 3:1 | 2:1 | 1:2 | 2:3 | 0:1 | 0:1 | 2:3 | 2:2 | 2:2 |     | 1:0 | 2:1 |
| SLU | 3:0 | 1:0 | 0:3 | 1:0 | 1:3 | 3:0 | 3:4 | 0:1 | 2:1 | 0:0 |     | 2:1 |
| SSL | 2:2 | 1:2 | 0:3 | 0:1 | 3:4 | 1:2 | 1:1 | 2:5 | 2:5 | 0:1 | 3:3 |     |

|  |                   |
|  | Victoria local    |
|  | Empate            |
|  | Triunfo visitante |

## Campeón
|                            |
| Cerro Porteño 31.er título |

## Máximos goleadores
| País                | Jugador            | Equipo            | Goles |
| ------------------- | ------------------ | ----------------- | ----- |
| Bandera de Paraguay | Fernando Fernández | Guaraní           | 11    |
| Bandera de Paraguay | José Ortigoza      | Cerro Porteño     | 11    |
| Bandera de Paraguay | Santiago Salcedo   | Sol de América    | 11    |
| Bandera de Paraguay | Wilson Leiva       | Deportivo Santaní | 8     |
| Bandera de Uruguay  | Rodrigo López      | Libertad          | 7     |

## Descenso de categoría

### Puntaje promedio
- Actualizado el 31 de mayo de 2015.

El promedio de puntos de un equipo es el cociente que se obtiene de la división de su puntaje acumulado en los torneos disputados en las últimas tres temporadas por la cantidad de partidos que haya jugado durante dicho período. Este determinará, al cierre del torneo Clausura de 2015, el descenso a la Segunda División de los equipos que acabaron en los dos últimos lugares de la tabla.
| Pos. | Equipos           | 2013 | 2014 | 2015 | Total | PJ  | Promedio |
| ---- | ----------------- | ---- | ---- | ---- | ----- | --- | -------- |
| 1.   | Cerro Porteño     | 87   | 75   | 52   | 214   | 110 | 1,945    |
| 2.   | Guaraní           | 77   | 87   | 47   | 211   | 110 | 1,918    |
| 3.   | Libertad          | 75   | 96   | 38   | 209   | 110 | 1,900    |
| 4.   | Nacional          | 79   | 62   | 22   | 163   | 110 | 1,482    |
| 5.   | Olimpia           | 55   | 63   | 35   | 153   | 110 | 1,391    |
| 6.   | Sportivo Luqueño  | 54   | 63   | 34   | 151   | 110 | 1,373    |
| 7.   | Deportivo Capiatá | 65   | 47   | 21   | 133   | 110 | 1,209    |
| 8.   | Sol de América    | 46   | 55   | 31   | 132   | 110 | 1,200    |
| 9.   | General Díaz      | 61   | 48   | 21   | 130   | 110 | 1,182    |
| 10.  | Rubio Ñu          | 50   | 50   | 26   | 126   | 110 | 1,145    |
| 11.  | Deportivo Santaní | -    | -    | 21   | 21    | 22  | 0,954    |
| 12.  | San Lorenzo       | -    | -    | 11   | 11    | 22  | 0,500    |

|  |                                                     |
|  | En zona de descenso a Segunda División de Paraguay. |